# Zoro
Zoro właściwie Daniel Donnelly (ur. 13 czerwca 1962) – amerykański perkusista. Współpracował m.in. z takimi wykonawcami jak: Lenny Kravitz, Bobby Brown, Frankie Valli & The Four Seasons, Dwight Twilley, Vanessa Paradis, The New Edition, Philip Bailey, Jody Watley oraz Mandie Pinton.
Muzyk jest endorserem instrumentów firm DW Drums i Sabian.

## Publikacje
- The Commandments of R&B Drumming: A Comprehensive Guide to Soul, Funk & Hip Hop, 1998, Alfred Music, ISBN 978-0-7692-1691-1
- The Commandments of Early Rhythm and Blues Drumming: A Guided Tour Through the Musical Era That Birthed Rock 'n' Roll, Soul, Funk, and Hip-Hop, 2008, Alfred Music ISBN 978-0-7390-5399-7
- The Big Gig: Big-Picture Thinking for Success, 2011, Alfred Music, ISBN 978-0-7390-8243-0
- The Commandments of the Half-Time Shuffle, 2013, Alfred Music, ISBN 978-0-7390-7030-7